# Бајет ан Франс
Бајет ан Франс (фр. Baillet-en-France) је насељено место у Француској у региону Париски регион, у департману Долина Оазе.
По подацима из 2011. године у општини је живело 2001 становника, а густина насељености је износила 252,97 становника/km².

## Демографија
| 1962. | 1968. | 1975. | 1982. | 1990. | 2011. |
| ----- | ----- | ----- | ----- | ----- | ----- |
| 437   | 451   | 1.472 | 1.495 | 1.409 | 2.001 |